# Iizuka Hiroki
Hiroki Iizuka (sinh ngày 4 tháng 4 năm 1978) là một cầu thủ bóng đá người Nhật Bản.

## Sự nghiệp câu lạc bộ
Hiroki Iizuka đã từng chơi cho Montedio Yamagata.